# Wołgorieczensk
Wołgorieczensk (ros. Волгореченск) – miasto w środkowej części europejskiej Rosji, na terenie obwodu kostromskiego.
Miejscowość leży nad rzeką Wołgą i liczy 17.903 mieszkańców (1 stycznia 2005 r.).
Wołgorieczensk jest młodym miastem - został założony w 1964 r., a prawa miejskie uzyskał w roku 1994.

## Linki zewnętrzne

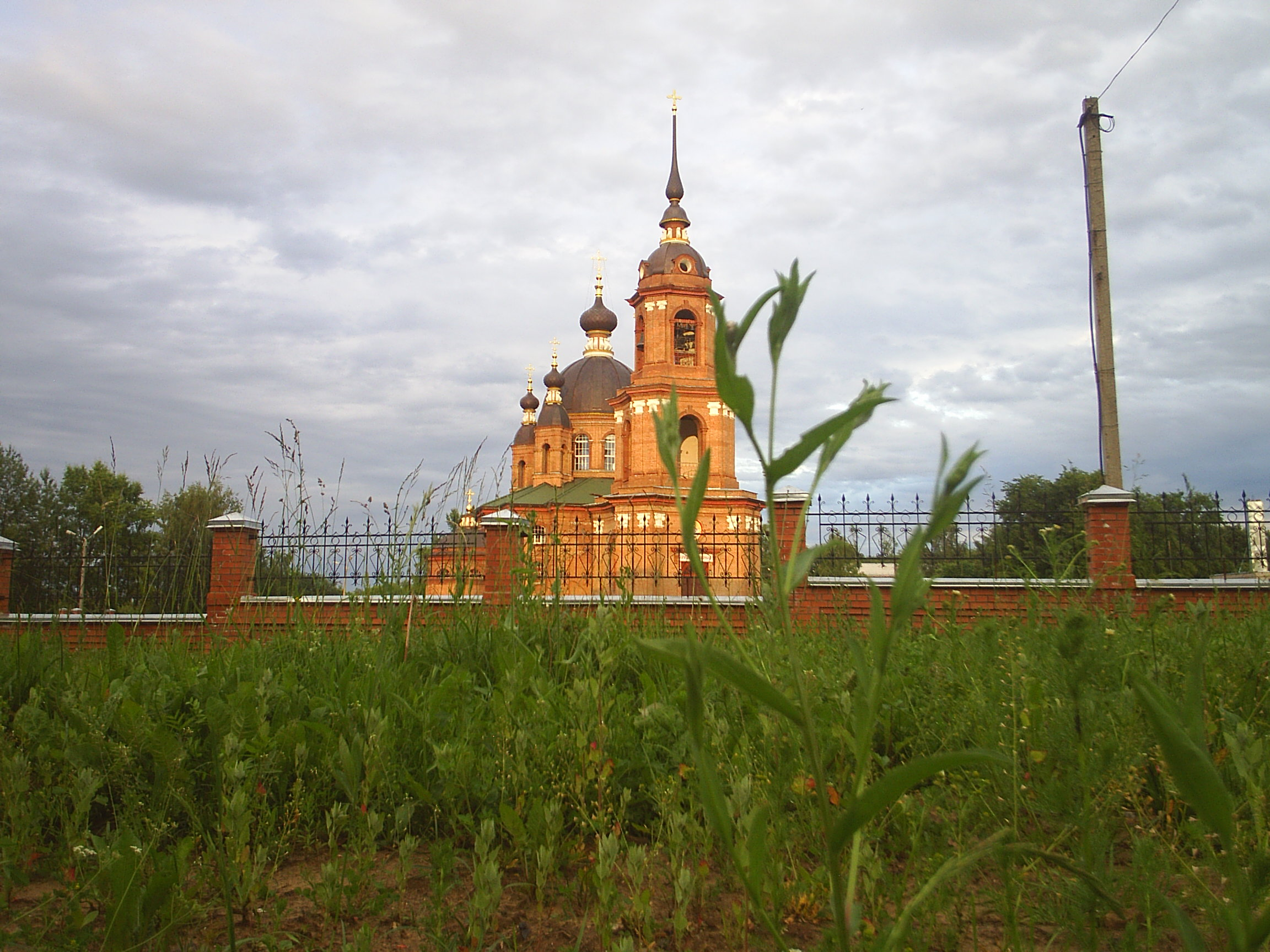
Świątynia kostromskiego cudotwórcy